# Allen Cunningham
Allen Cunningham (født 28. marts 1977) er en amerikansk professionel pokerspiller. Han har læst til civilingeniør på UCLA, men det droppede han ud af til fordel for pokeren. Da han var 18, begyndte han at spille på casinoer i Indien. Nu bor han i Ventura, Californien. Allen er gift med Melissa Hayden, der også spiller poker.
Cunningham spiller online poker på Full Tilt Poker, som en del af Team Full Tilt. Han har tidligere været "Red Pro", men i oktober 2006 blev han rykket op til Team Full Tilt sammen med stjerner som Gus Hansen, Mike Matusow og John Juanda. 
I 2005 vandt Allen 2005 ESPN Toyota Player of the Year titlen. Han var tæt på at vinde den samme titel igen i 2006. 

## World Series of Poker
Cunninghams bedste turneringsresultat var, da han blev nr. 4 under World Series of Poker (WSOP) Main Event i 2006. Denne placering gav ham $3,628,513. Fra år 2001 – 2007 har han vundet 5 WSOP-armbånd. Her følger en liste: 
- I 2001 vandt han $5.000 Seven Card Stud turneringen, der indbragte ham $201,760.
- I 2002 vandt han igen et armbånd i $5,000 Deuce To Seven Draw, som indbragte ham $160,200.
- I 2003 og 2004, var der en pause, hvor Cunningham ikke vandt nogle armbånd, men han vendte stærkt tilbage i 2005.
- I 2005 vandt han nemlig $725,405 i $1,500 No-Limit Hold’em turneringen.
- I 2006, samme år som Cunningham blev nr. 4 ved Main Event, vandt han sit 4. armbånd i $1,000 No-Limit Hold’em med rebuy turneringen, som gav ham $625,830.
- I 2007 vandt han sit seneste armbånd i $5,000 Pot Limit Hold’em, som indbragte ham $487,287. Med 3 armbånd i træk fra år 2005-2007, er han den eneste sammen med Johnny Moss, Bill Boyd, Doyle Brunson og Erik Seidel der har gjort denne bedrift.

## Andet
Den 8. oktober 2007, vandt Cunningham $300,000 i Poker After Dark Mega Match. Den 7. december 2007, vandt han pokerturneringen National Poker League Vegas Open Championship Main Event, hvor han heads-up-besejrede Davis Singer. Dette tjente Cunningham $325.000 på. Den 1. maj 2008, vandt han sin seneste større turnering, da han gik hele vejen i World Series of Poker Circuit Event på Caesars Palace. Her vandt han små $500,000. Samme år ved WSOP Main Event, blev han nr. 117 og tjente dermed $41,816. Her i 2008 er hans samlede karriereindtjening oppe på $10,200,000. Det er kun Jamie Gold, Joe Hachem, Daniel Negreanu og Phil Hellmuth der har vundet mere end Allen. Det gør ham dermed til den 5. rigeste i pokerverdenen. 
Her følger de WSOP titler Allen Cunningham har vundet gennem tiden.
| År   | Turnering                          | Vundet i US$ |
| ---- | ---------------------------------- | ------------ |
| 2001 | $5,000 Seven-card stud             | $201,760     |
| 2002 | $5,000 Deuce to Seven Draw         | $160,200     |
| 2005 | $1,500 No Limit Hold 'em           | $725,405     |
| 2006 | $1,000 No Limit Hold'em/med Rebuys | $625,830     |
| 2007 | $5,000 Pot Limit Hold'em           | $487,287     |